# 约瑟夫·施莱因科费尔
约瑟夫·施莱因科费尔（德語：Josef Schleinkofer，1910年3月19日—1984年），德国男子拳击运动员。他曾代表德国参加1932年夏季奥林匹克运动会拳击比赛，获得男子126磅级银牌。